# Пенчо Българиев
Пенчо Христов Българиев е български индустриалец.

## Биография
Роден е през 1898 г. в Габрово, в семейството на Христо и Минка Българиеви. Завършва втори клас. След това работи като търговец, а по-късно е работник във фабрика „Принц Кирил“. Участва в Първата световна война, за което е награден с ордени „За храброст“. Член е на Управителния съвет на памукотекстилната фабрика АД „Принц Кирил“ в Габрово и ликвидатор на същото през 1920 г. Със съпругата си Ружка имат четири деца: Минка, Веселина, Пенка и Христо. Умира през 1990 г. в Габрово.